# Jacobina (Bahia)
Jacobina és un municipi brasiler de l'estat de Bahia. És localitzat en la latitud 11º 10' 50" sud i a una longitud 40º 31' 06" oest. Seva població és estimat en 80.635 habitants d'acord amb el IBGE (2020).
El municipi fou fundat en el segle xviii i és famosa per la àrea del municipi té les seves riqueses naturals, ja que es troba al nord de la Chapada Diamantina.